# Eye Legacy
Eye Legacy é o o segundo álbum de estúdio e primeiro póstumo da falecida rapper Lisa "Left Eye" Lopes. O álbum é um álbum de músicas inéditas e músicas apresentadas no Supernova, remixado para apresentar novas produções, bem como novos cantores e rappers convidados.

## Lançamento
Originalmente programado para ser lançado em 28 de outubro de 2008, a data de lançamento foi adiada para 11 de novembro e 27 de janeiro de 2009. O álbum inclui um DVD bônus de cenas inéditas de Lisa. O livreto do álbum também contém mensagens dos fãs que foram coletadas através da página oficial do Eye Legacy no MySpace. Uma porcentagem dos lucros da venda do álbum foi para a Fundação Lisa Lopes e seu orfanato em Honduras. As aparições dos convidados incluem: Chamillionaire, Bone Crusher, Missy Elliott, Bobby Valentino, TLC, Wanya Morris, Lil Mama, Reigndrop Lopes, Shamari Devoe, Free, Ryan Toby, Clyde McKnight e Claudette Ortiz. Eye Legacy vendeu 2.550 cópias em sua primeira semana de lançamento, quase perdendo a Billboard 200, no entanto, estreou na 15ª posição nos Top Albums de sucesso da Billboard, # 44 na Billboard Top R&B/Hip-Hop. Álbuns e # 30 na Billboard Top Independent Albums. O álbum caiu para 18 na sua segunda semana na parada dos Top Rap Albums, para 54 na parada de álbuns de R&B e também entre os 25 melhores do ranking Independent. Na semana seguinte, o álbum saiu do Rap e do Independent e caiu para 99 na parada de R&B. Passou 6 semanas na parada de álbuns de R&B, 4 nos álbuns de Rap e 1 no Independent.

## Singles
- "Crank It" foi lançado na internet como um single promocional.
- O primeiro single oficial "Let's Just Do It" apresenta TLC e Missy Elliott. Foi enviado para a rádio americana em novembro de 2008. A música foi lançada digitalmente em 13 de janeiro de 2009 na América do Norte.
- "Block Party", que conta com Lil Mama e Clyde McKnight, foi anunciado no YouTube como o segundo single. O single foi para o número 1 na tabela de toques de Jamba "What's New".

## Recepção da crítica
| Críticas profissionais | Críticas profissionais |
| Pontuações agregadas   | Pontuações agregadas   |
| Fonte                  | Avaliação              |
| ---------------------- | ---------------------- |
| Metacritic             | 48/100                 |
| Avaliações da crítica  |                        |
| Fonte                  | Avaliação              |
| Entertainment Weekly   | (C-)                   |
| Allmusic               | [ 6 ]                  |
| The Phoenix            | [ 7 ]                  |
| Spin                   | [ 8 ]                  |
| Toronto Star           | [ 9 ]                  |
| The Washington Post    | (misto)                |
| XXL                    | (L)                    |

A resposta crítica inicial ao Eye Legacy foi mista. No Metacritic, que atribui uma classificação normalizada de 100 a críticas da crítica mainstream, o álbum recebeu uma pontuação média de 48 com base em 5 comentários. A Entertainment Weekly chamou o álbum de "... outra compilação póstuma que combina os vocais não utilizados do talento em falta (...) com novas batidas e convidados aleatórios". A Spin disse: "O fluxo complexo de Lopes raramente fica confortável nos cortes mais duros, os convidados originais Tupac Shakur e Esthero desapareceram, e a introspecção dos anos finais desse artista não convencional é muitas vezes obscurecida pelo brilho atualizado." The Phoenix chamou o Eye Legacy "como uma presença corajosa de estúdio". Allmusic declarou:" Uma das reações naturais a um lançamento como este - sobras de estúdio e material inacabado reanimado com novas produções e spots remendados, tudo por causa de um "novo álbum" de um artista - é, é claro, horror". O The Washington Post divulgou um comunicado dizendo que "Lopes era um foguete -smart, propenso a controvérsias e dado a crises de misticismo. Eye Legacy é alimentado pela pura força de sua personalidade, para melhor ou para pior. É uma mistura de garra de vidro, hip-pop de borda áspera, brigas legais, alusões espirituais inespecíficas e afirmações de garota que podem parecer de uma nota e frágil sem a influência de melhoria das companheiras de grupo com cabeça fria e de Lopes. "A maioria dos críticos elogiou a música "Block Party", com Lil Mama & Clyde McKnight, em uma música da Allmusic e The Phoenix dizendo: "'Block Party', com uma aparição do sempre bem-vindo Lil Mama & Clyde McKnight, trabalha com alguma energia digna do título da música." Urban Music Scene disse: "Este CD é cru, corajoso, sincero e cheio de groove no sul. Lisa traz um estilo e sabor a todas as suas músicas. Da cabeça de cabeça 'Spread Your Wings' para o club-bangers 'Bounce' apresentando Chamillionaire e Bone Crusher, e 'Crank It' com a irmã de Lisa, Reigndrop, que soa como Lisa."

## Faixas
| N.º            | Título                                                                        | Produtor(es)                                 | Duração |  |
| 1.             | "Spread Your Wings" (participação de Free)                                    | The Heavy Weights; Marcus DL                 | 3:51    |  |
| 2.             | "In the Life" (participação de Bobby V)                                       |                                              | 3:46    |  |
| 3.             | "Legendary"                                                                   |                                              | 3:26    |  |
| 4.             | "Let's Just Do It" (participação de TLC e Missy Elliott)                      | The Heavy Weights; Marcus DL                 | 3:37    |  |
| 5.             | "Block Party" (participação de Lil Mama e Clyde McKnight)                     |                                              | 4:17    |  |
| 6.             | "Listen"                                                                      | Panauh Kalayeh, Danny Keys, Reigndrop Lopes  | 4:20    |  |
| 7.             | "Bounce" (participação de Chamillionaire e Bone Crusher)                      |                                              | 4:14    |  |
| 8.             | "Let It Out" (participação de Wanya Morris do Boyz II Men)                    |                                              | 4:47    |  |
| 9.             | "Through the Pain" (participação de Ryan Toby e Claudette Ortiz do City High) |                                              | 3:59    |  |
| 10.            | "Forever"                                                                     |                                              | 4:28    |  |
| 11.            | "Neva Will Eye Eva" (participação de Raina "Reigndrop" Lopes)                 | Andrew Lane, Reigndrop Lopes, Panauh Kalayeh | 3:40    |  |
| 12.            | "L.I.S.A."                                                                    |                                              | 4:20    |  |
| 13.            | "Let's Just Do It (Remix)" (featuring TLC and Missy Elliott)                  |                                              | 3:35    |  |
| 14.            | "Crank It" (participação de Reigndrop Lopes e Ebony Love)                     |                                              | 4:00    |  |
| 15.            | "Block Party (Remix)" (participação de Lil Mama; Faixa bônus do iTunes)       |                                              | 4:03    |  |
| Duração total: | Duração total:                                                                | Duração total:                               | 56:11   |  |

| Edição britânica |                                                                       |         |  |
| N.º              | Título                                                                | Duração |  |
| 10.              | "Forever (Remix)" (participação de Shamari Fears do Blaque)           | 3:58    |  |
| 13.              | "By the Way" (cantado por Egypt)                                      | 4:47    |  |
| 14.              | "Crank It" (participação de Reigndrop Lopes)                          | 4:00    |  |
| 15.              | "Crank It (HWT Remix)" (participação de Reigndrop Lopes e Ebony Love) | 3:52    |  |

| Edição do Japão |                                                                        |         |  |
| N.º             | Título                                                                 | Duração |  |
| 10.             | "Forever (Remix)" (participação de Shamari Fears do Blaque)            | 3:58    |  |
| 13.             | "Cherry Cherry"                                                        | 4:02    |  |
| 14.             | "Let's Just Do It (Japan Remix)" (participação de Missy Elliott e TLC) | 3:39    |  |
| 15.             | "Crank It" (participação de Reigndrop Lopes e Ebony Love)              | 4:00    |  |

- Nota: O remix em japonês de "Let's Just Do It" usa o instrumental da demonstração original do FanMail.
- Nota: Várias faixas bônus foram lançadas no EP Forever... The EP.

## Remixes
A maioria das músicas no Eye Legacy são versões remixadas de músicas do lançamento de 2001 da Lopes, Supernova.
- "Spread Your Wings" ("Life Is Like a Park")
- "In the Life" ("Rags to Riches")
- "Legendary" ("Untouchable")
- "Block Party" ("The Block Party")
- "Listen" ("The Universal Quest")
- "Let It Out" ("Tampered With", originalmente o lado B do single "The Block Party")
- "Forever" ("Friends", originalmente a faixa exclusiva de Supernova no Japão)
- "L.I.S.A." ("Let Me Live")

## Desempenho nas tabelas musicais
| \| Chart (2009) \| Maior posição \| \| ----------------------------------------------------- \| ------------- \| \| Estados Unidos (Billboard Top R&B/Hip-Hop Albums)[13] \| 44 \| \| Estados Unidos (Billboard Top Rap Albums)[13] \| 15 \| \| Estados Unidos (Billboard Independent Albums)[13] \| 30 \| 1. 2. 3. 4. 5. 6. 7. 8. 9. 10. 11. 12. 13. - Eye Legacy no Discogs |               |
| Chart (2009) | Maior posição |
| Estados Unidos (Billboard Top R&B/Hip-Hop Albums) | 44            |
| Estados Unidos (Billboard Top Rap Albums) | 15            |
| Estados Unidos (Billboard Independent Albums) | 30            |